# ハートのパズル
「ハートのパズル」は、野川さくらの2ndシングルである。2002年1月26日にランティスから発売された。表題曲「ハートのパズル」はシングル曲で唯一アルバム未収録曲である。

## 収録曲
（全作詞：野川さくら、作曲：影山ヒロノブ、編曲：須藤賢一）
1. ハートのパズル [5:02]
2. white song [4:59]
  - 1stアルバム『SAITA』にも収録されている
3. ハートのパズル（off vocal）
4. white song（off vocal）